# Jonathan Tucker

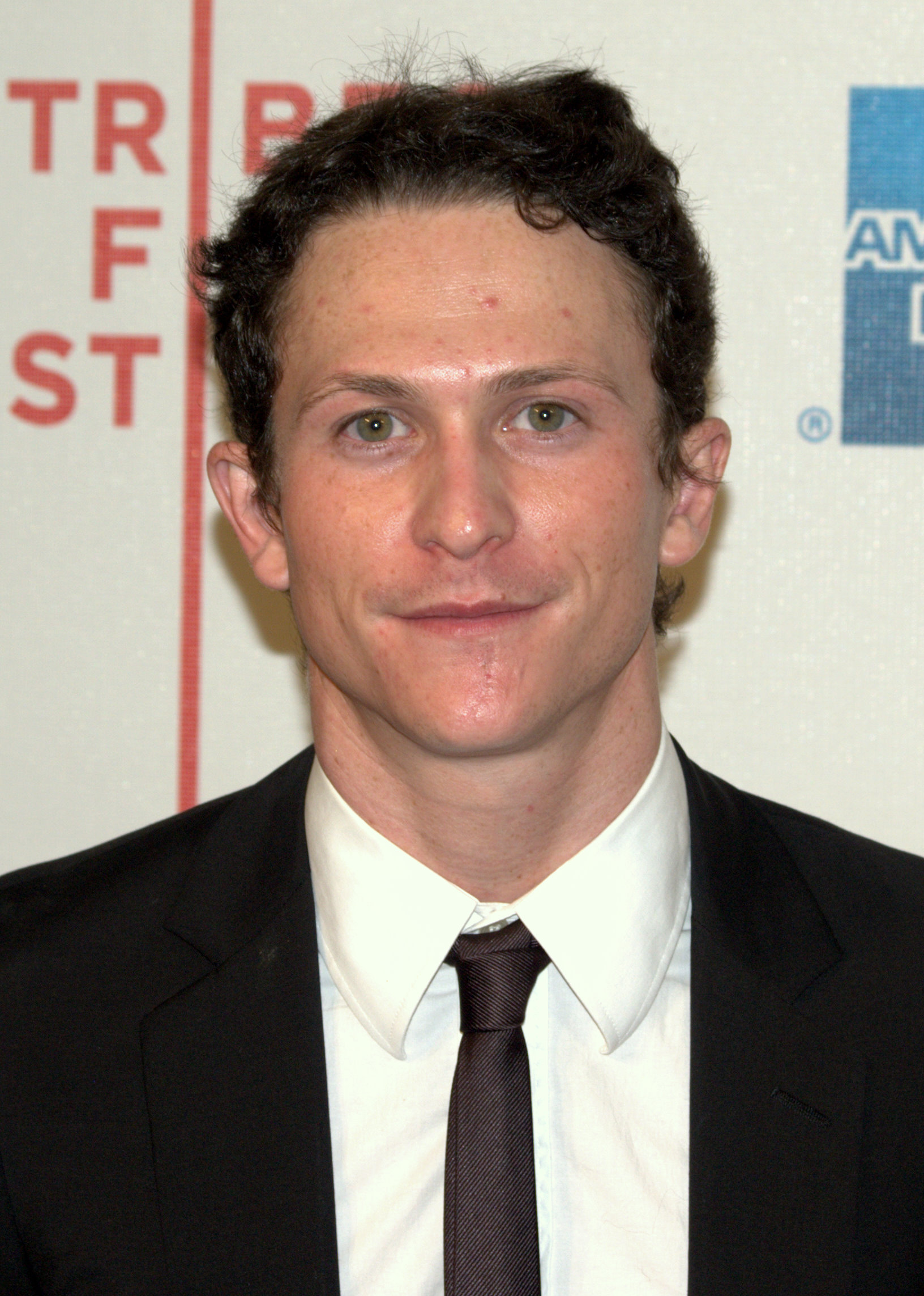
Jonathan Tucker in New York City (2009)

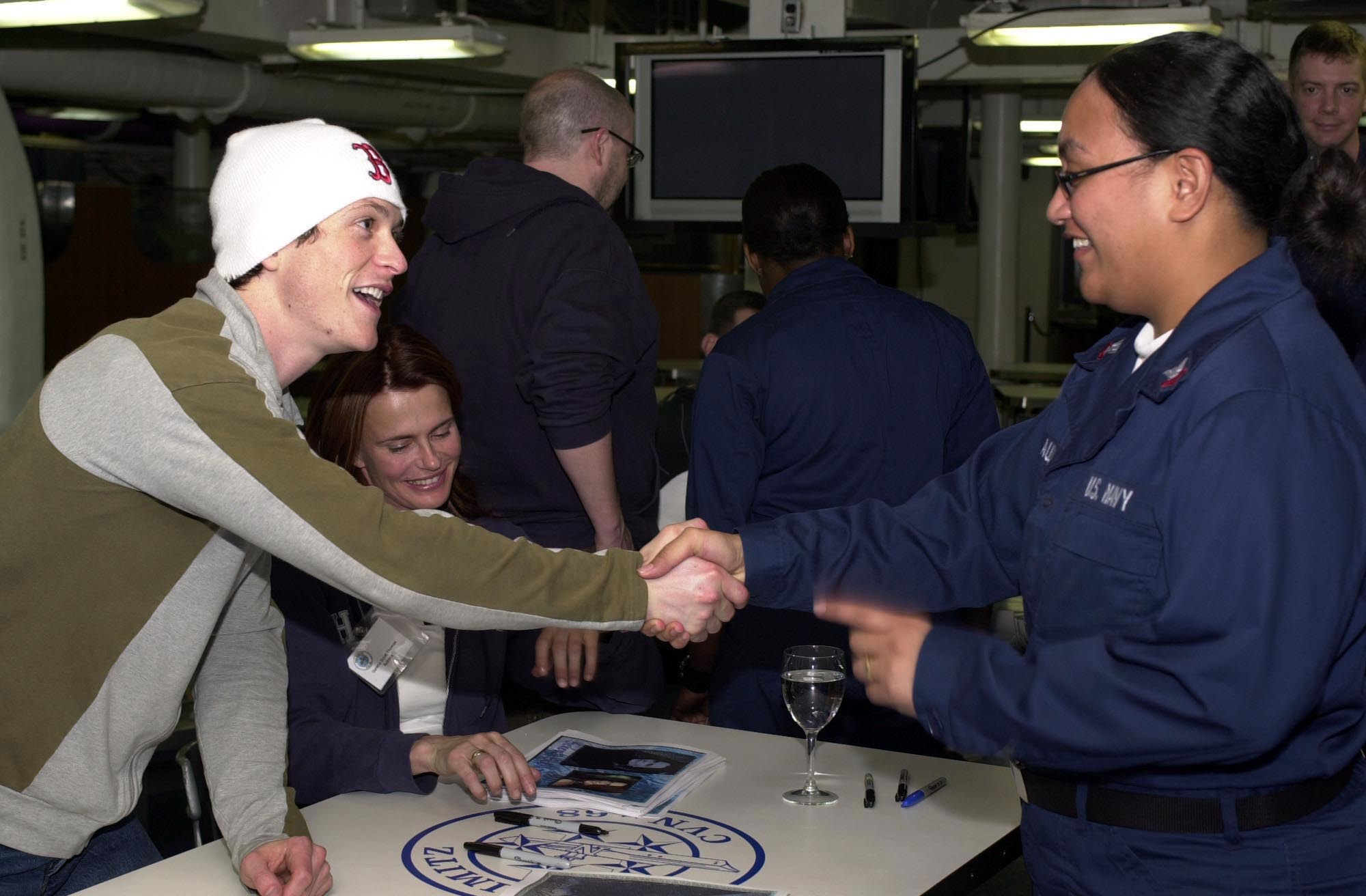
Tucker und Serena Scott Thomas (sitzend) geben Autogramme (2005)

Jonathan Moss Tucker (* 31. Mai 1982 in Boston, Massachusetts) ist ein US-amerikanischer Filmschauspieler, der seine bisher größte Rolle in der Fernsehserie The Black Donnellys hatte.

## Leben
Tucker wuchs in einer Künstlerfamilie auf. Sein Vater, Paul Hayes Tucker, ist ein anerkannter Experte für Claude Monet und des Impressionismus. Sein Urgroßvater väterlicherseits war Carlton J. H. Hayes (1882–1964), der unter US-Präsident Franklin D. Roosevelt von 1942 bis 1945 Botschafter der Vereinigten Staaten in Spanien war.
Den Großteil seiner Kindheit verbrachte Jonathan Tucker im irisch geprägten Charlestown und besuchte die Park School in Brookline. Danach zog Tucker jedoch nach Ojai, Kalifornien, wo er die Thacher School absolvierte.
Sein Schauspieldebüt gab er 1990 im Kriminalfilm Small Time und stand seit diesem Zeitpunkt vermehrt für Independentfilme und Fernsehserien vor der Kamera. Zu seinen zwei bekanntesten Filmen zählen Sleepers (1996) und Michael Bay’s Texas Chainsaw Massacre (2003). Für einen Gastauftritt in der Serie Criminal Minds stand er mit Adrianne Palicki vor der Kamera. Von 2014 bis 2017 spielte er in 40 Folgen die Rolle des Jay Kulina in der Serie Kingdom. Im Jahr 2017 verkörperte er Zussman im Videospiel Call of Duty: WWII.
Tucker absolvierte ein Studium an der Columbia University.
Am 16. Juni 2012 heiratete Jonathan Tucker in New York City die Produktionsassistentin Tara Ahamed. Am 15. Mai 2019 wurde das Paar Eltern eines Zwillingspaares, eines Sohnes und einer Tochter.

## Auszeichnungen
- 2000: Young-Artist-Award-Nominierung für Mr. Music
- 2023: Independent Spirit Award: Nominierung als Bester Nebendarsteller (Palm Trees and Power Lines)

## Filmografie (Auswahl)

### Spielfilme
- 1994: Die Troublemaker (Botte di Natale)
- 1996: Sleepers
- 1996: Gestohlene Herzen (Two If by Sea)
- 1999: The Virgin Suicides (The Virgin Suicides)
- 2000: Eins, zwei, Pie – Wer die Wahl hat, hat die Qual (100 Girls)
- 2001: The Deep End – Trügerische Stille (The Deep End)
- 2003: Michael Bay’s Texas Chainsaw Massacre (The Texas Chainsaw Massacre)
- 2004: Stateside
- 2004: Gauner unter sich (Criminal)
- 2005: Hostage – Entführt (Hostage)
- 2006: Pulse – Du bist tot, bevor Du stirbst (Pulse)
- 2007: Im Tal von Elah (In the Valley of Elah)
- 2007: Cherry Crush
- 2008: Ruinen (The Ruins)
- 2009: An Englishman in New York
- 2009: Veronika beschließt zu sterben (Veronika Decides To Die)
- 2017: Sweet Virginia
- 2019: 3 Engel für Charlie (Charlie’s Angels)
- 2022: Palm Trees and Power Lines
- 2023: God Is a Bullet

### Fernsehserien
- 1997: Allein gegen die Zukunft (Early Edition, Episode 1x12)
- 2001: Practice – Die Anwälte (The Practice, 2 Episoden)
- 2002: Philly (Episode 1x12)
- 2003: CSI: Den Tätern auf der Spur (CSI: Crime Scene Investigation, Episode 3x17 Von Sinnen)
- 2003: Law & Order: Special Victims Unit (Episode 5x08 Mörderische Intoleranz)
- 2004: Six Feet Under – Gestorben wird immer (Six Feet Under, Episode 4x01 Alles fügt sich treffend)
- 2005: Masters of Horror (Episode 1x03)
- 2006: Criminal Intent – Verbrechen im Visier (Law & Order: Criminal Intent, Episode 5x15 Lieblos)
- 2007: The Black Donnellys (13 Episoden)
- 2010: White Collar (Episode 1x08 Strategien)
- 2010: Criminal Minds (Episode 6x13 Bis dass der Tod ?)
- 2011: Royal Pains (2 Episoden)
- 2011–2014: Parenthood (10 Episoden)
- 2012: Person of Interest (Episode 2x04 Finger am Abzug)
- 2012: Perception (Episode 1x07 Nemesis)
- 2013: Hannibal (2 Episoden)
- 2014–2017: Kingdom (40 Episoden)
- 2015: Justified (5 Episoden)
- 2017: American Gods (Episode 1x01)
- 2018: Westworld (3 Episoden)
- 2018–2019: Snowfall (10 Episoden)
- 2019: City on a Hill
- 2021: Debris

### Webserien
- 2012: Ro (5 Episoden)

### Kurzfilm
- 2018: Skin